# Lý Thế
Lý Thế (giản thể: 李势; phồn thể: 李勢; bính âm: Lǐ Shì) (?-361), tên tự Tử Nhân (子仁), còn được biết tới với tước hiệu sau khi khuất phục trước Đông Tấn là Quy Nghĩa hầu (歸義侯), là vị hoàng đế cuối cùng của Thành Hán. Dưới thời ông trị vì, nhà nước Thành Hán kế tiếp quá trình suy sụp bắt đầu từ thời cha ông là Lý Thọ trị vì, và đến năm 347, quân của Lý Thế đã không thể chống lại quân viễn chinh của Đông Tấn do Hoàn Ôn chỉ huy. Lý Thể chạy trốn khỏi kinh thành Thành Đô song cuối cùng đã đầu hàng, Tấn Mục Đế đã tha cho ông và giáng Lý Thế xuống hàng "hầu", ông mang tước hiệu này đến hết phần đời còn lại.

## Trước khi lên ngôi
Lý Thế là con trai của Lý Thọ với một người thiếp. Lý Thọ là anh em họ của vị hoàng đế sáng lập ra Thành Hán là Lý Hùng, Lý Thọ cũng là một tướng quân được tôn kính, bản thân Lý Thế cũng là một chỉ huy quân sự, và ông được hoàng đế Lý Kỳ quý mến, vị hoàng đế này đã phong ông làm chỉ huy trong đội cận binh kinh thành. Khi Lý Thọ nổi loạn chống Lý Kỳ vào năm 338 và tấn công kinh thành Thành Đô, Lý Thế đã mở cổng thành và chào đón quân của cha tiến vào, dẫn đến việc Lý Kỳ thất bại và sau này bị Lý Thọ loại bỏ. Sau khi Lý Thọ xưng đế, ông là lập Lý Thế làm thái tử.

## Trị vì
Năm 343, Lý Thọ qua đời và Lý Thế lên kế vị. Năm 344, ông lập Diêm Hoàng hậu làm Diêm Thái hậu, và lập vợ mình làm Lý Hoàng hậu. Chuẩn theo những vị triều thần cho rằng Lý Thọ đã không đúng khi tự tách mình với Lý Hùng và cha của Lý Hùng là Lý Đặc, Lý Thế đã đưa cả Lý Hùng và Lý Đặc vào tông miếu và tái liên hệ với chế độ mà Lý hùng đã lập nên, bất chấp việc Lý Thọ đã cải quốc hiệu từ Thành sang Hán.
Năm 345, do Lý Thế không có con trai, em trai ông là Lý Quảng (李廣) đã yêu cầu được phong làm thái tử song Lý Thế không chấp thuận. Các quân sư của ông là Mã Đang (馬當) và Giải Tư Minh (解思明) đã cố gắng thuyết phục ông với lập luận rằng Lý Thế ngoài việc không có con trai, cũng ít huynh đệ, và do đó cần có sự hỗ trợ của Lý Quảng. Lý Thọ nghi ngờ hai người này âm mưu với Lý Quảng nên đã bắt giữ và tru di tam tộc. Ông cũng giáng Lý Quang thành Lâm Cung hầu, Lý Quảng đã tự sát. Người dân rất thương tiếc về cái chết của Mã Đang và Giải Tư Minh.
Vào mùa đông năm 346, tướng Lý Dịch (李奕) đã nổi loạn và nhanh chóng tiến về Thành Đô, song trong khi vây thành, Lý Dịch đã bị trúng một mũi tên và mất mạng, cuộc nổi loạn cũng sụp đổ. Sau khi đánh bại Lý Dịch, Lý Thế càng trở nên ngạo mạn và lơ là chính sự quốc gia, ông luôn lo sợ và không tin tưởng các thuộc hạ của cha mình. Ông cũng cho thực thi các hình phạt dã man khiến cho người dân mất tin tưởng vào ông. Thành Hán cũng bị tổn hại với sự xuất hiện của một bộ lạc được gọi là Lão (獠), chính quyền địa phương không thể kiểm soát người Lão một cách dễ dàng.
Tình hình của Thành Hán đã được Hoàn Ôn để ý tới. Vào mùa đông năm 346, Hoàn Ôn đã trình một tấu thư yêu cầu hoàng đế Đông Tấn phát lệnh tấn công Thành Hán và sau đó, không có ân chuẩn từ triều đình, ông ta đã khởi binh ngay lập tức. Vào mùa xuân năm 347, Hoàn Ôn đã đánh bại quân Thành Hán dược cử đến để đánh chặn, và tiến thẳng đến Thành Đô. Quân Thành Hán lo sợ và phần lớn đã sụp đổ. Tuy nhiên, Lý Thế vẫn tập hợp lại phần binh lực còn lại và mở một cuộc phản công và đạt được thành công ban đầu. Hoàn Ôn lo sợ và đã ra lệnh rút quân, song người phát hiệu lệnh do hoảng sợ, lại đánh trống (tấn công) thay vì đánh chiêng (rút lui). Quân Tấn cuối cùng đã đánh bại quân Thành Hán, Hoàn Ôn phi qua cổng thành Thành Đô. Lý Thế chạy trốn song ngay sau đó đã cử sứ giả đến xin hàng. Mặc dù Lý Thế đã sắn sàng chờ đón việc bị giết, song Hoàn Ôn đã bắt giữ ông và cho đưa ông về kinh thành Kiến Khang, tại đây Tấn Mục Đế đã xóa tội cho ông và phong ông làm Quy Nghĩa hầu. Lý Thế mất năm 361.